# QSL-lap

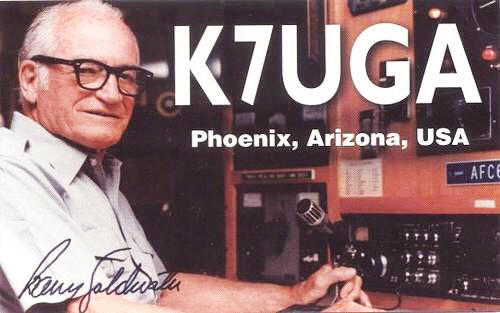
QSL-lap

A rádióamatőrködés kezdeti korszakában egy távoli állomással való sikeres összeköttetés olyan esemény volt, amelynek örömére az amatőrök hosszas leveleket írtak egymásnak, részletesen ismertették (akkoriban saját építésű) rádióállomásukat, az összeköttetés körülményeit.
Az összeköttetések írásos nyugtázásának szokása a mai napig megmaradt, ha a forma változott is. Az állomások az összeköttetés nyugtázásaként képeslap méretű lapot, ún. QSL-lapot (vétel nyugtalapot) küldenek egymásnak, melyen feltüntetik saját hívójelüket (esetleg nevüket, címüket), az ellenállomás hívójelét, az összeköttetés időpontját (dátum, UTC), frekvenciáját, üzemmódját, az adott riportot, berendezésüket, és egyéb közleményeiket.
A QSL-lap lehet szerényebb kivitelű, például előre nyomott „bianco” kártya, amelyre a lapot küldő operátor az állomás saját adatait is kézzel írja (vagy bélyegzővel nyomja) rá, de egyre gyakoribb az esztétikai élményt is nyújtó, nyomdai előállítású valódi „képeslap” QSL-lap, melynek egyik oldalát az amatőrt, az állomását vagy környékét ábrázoló színes fénykép díszíti, a másik oldalra kerülnek az összeköttetés adatai. Ezeket gyakran már nem kézzel írják a QSL-lap, hanem a forgalmi naplót vezető számítógépes szoftver által kinyomtatott öntapadó címkét ragasztják fel (vagy az egész QSL-lap a szoftver adatállománya alapján házilagosan nyomtatják).
A QSL-lapok olyan értelemben is az összeköttetések dokumentálására szolgálnak, hogy bemutatásuk számos rádióamatőr diploma kiadásának feltétele. Ezért a beérkező QSL-lapokat az amatőrök nagy becsben tartják.
A QSL-lapok továbbításának legegyszerűbb módja a rádióamatőr szövetségek által működtetett QSL-irodák igénybevétele. Ezek az irodák összegyűjtik a szolgáltatásaikat igénybe vevő amatőrök elküldendő QSL-lapjait, és azokat országok szerint szortírozva, postai úton továbbítják az adott országban működő QSL-irodába (a más irodáktól beérkező QSL-lapokat pedig szétválogatják tagjaik számára). Magyarországon a MRASZ (Magyar Rádióamatőr Szövetség) működtet QSL-irodát.
Vannak országok, ahol a rádióamatőrök csekély száma miatt nem működik QSL-iroda. Az ilyen országból érkező QSL-lapok különösen értékesek lehetnek, hiszen olyan országgal, ahol kevés az amatőrállomás, eseményszámba megy egy összeköttetés létesítése. Ilyenkor közvetlen postai úton szokták a QSL-lapot az illető állomásnak megküldeni. A QSL-iroda szolgáltatását igénybe nem vevő állomás az összeköttetés során adja meg a postai címét, (de azt is jelezheti, hogy a nemzetközi hívójelkönyvben megadott címére (CBA = Call Book Address), vagy például a QRZ.COM internetes nyilvántartásból lekérhető címére kéri a QSL-lapját. 
Az ilyen, ritka állomások elvárják, hogy a QSL-lappal együtt felcímzett válaszborítékot és a postai bélyeg költségét is megküldjék nekik (SASE: Self-Addressed Stamped Envelope), hiszen nem vállalkoznak arra, hogy minden elküldött QSL-lapjuk után ők fizessék ki a postaköltséget. A postabélyeg kiváltására a hivatalos eljárás az IRC (International Reply Coupon = nemzetközi válaszdíj-szelvény) vásárlása és elküldése. Az IRC ellenében bármely ország postahivatala felvesz egy (közönséges) nemzetközi levélküldeményt.
Egyes országokban, hívójelkörzetekben egyáltalán nem működnek rádióamatőrök. Hogy a világ rádióamatőrei számára ezek a hívójelkörzetek is elérhetők legyenek, időnként „DX-expedíciók” indulnak ezekre a területekre, és rádióállomásukat ott felállítva, néhány napon, esetleg héten keresztül intenzíven forgalmaznak. A DX-expedíciók a QSL-forgalmukat általában QSL-menedzseren keresztül bonyolítják le, azaz felkérnek egy amatőrt, hogy az expedíciónak érkező QSL-lapokat fogadja, és az expedíció hozzá eljuttatott LOG-ja alapján küldje el a válasz QSL-lapokat.
Van, amikor a QSL-menedzserek nemzeti QSL-irodájukon keresztül is fogadnak és küldenek lapokat, és van, amikor igényt tartanak a már említett SASE-re. QSL-menedzsere nem csak DX-expedícióknak lehet, hanem bármely állomásnak, amely QSL-irodán keresztül nem érhető el.
Amatőr rádióállomások QSL-menedzsereire vonatkozó információkat találhatunk például a http://www.ik3qar.it/manager/ web-oldalon.

## Külső hivatkozások
(angolul):
- Ships on Amateur Radio QSL cards
- Historical data on the early QSLs
- A very large QSL gallery where you will find more than 5400 old and very old cards (French, machine translation into English available)
- Electronic QSL Card Centre
- American Radio Relay League Logbook of the World
- Martin Elbe's QSL-Pages, a QSL collection of broadcasting stations
- What information and where to print QSL cards, by Thierry, ON4SKY
- Primer on Q, Morse, RST and SINPO Codes by Thierry, ON4SKY
- Ham Gallery QSL Museum, a collection of QSL cards from around the world
- Over 87000 QSL gathered by Friedbert, DE0BRF
- SARL Electronic QSL service[halott link]
- QSL Cards from the Past 17000 cards plus 1100 scans listed online